# Partido de Costa Rica
El Partido de Costa Rica fue una subdivisión de la Provincia de Nicaragua y Costa Rica, creada en 1812 por la Diputación Provincial de Nicaragua y Costa Rica con el territorio de la antigua Provincia de Costa Rica (al aprobarse la Constitución de Cádiz), luego fue disuelto en 1814 (al restablecerse el absolutismo), después fue restituido en 1820 (al retornar la vigencia de la Constitución de Cádiz). Su cabecera fue la ciudad de Cartago. El hasta entonces Gobernador interino de Costa Rica, Juan Manuel de Cañas-Trujillo y Sánchez de Madrid, fue designado como Jefe Político Subalterno del nuevo Partido, subordinado a la autoridad del Jefe Político Superior residente en la ciudad de León de Nicaragua.
El Partido de Costa Rica tuvo una vida efímera, ya que el 11 de octubre de 1821 la Provincia de Nicaragua y Costa Rica proclamó su independencia absoluta del gobierno español y poco después los costarricenses optaron por separarse de las autoridades de León y restablecer la autonomía del territorio, con el nombre de Provincia de Costa Rica, según se consagró en el Pacto de Concordia de 1° de diciembre de 1821.
- Datos: Q6064465